# PZL P.24
Die PZL P.24 war ein in Polen konstruiertes einmotoriges Jagdflugzeug aus den 1930er-Jahren. Sie war international erfolgreich und wurde in die Türkei, Bulgarien (12 Stück), Griechenland und Rumänien exportiert oder (40 P.24E) in Lizenz gebaut, wobei der Großteil der Maschinen (40 P.24A und 26 P.24C) an die Türkei ging.

## Geschichte
Im Februar 1932 wurden die Entwicklungsarbeiten begonnen. Als Basis diente Zygmunt Puławskis PZL P.11, das damalige Standardjagdflugzeug der polnischen Luftstreitkräfte. Von ihr wurde das Flugwerk übernommen. Als Antrieb diente zunächst ein französischer Gnome-Rhône 14Kds Mistral Major mit 760 PS.
Der Erstflug des Prototyps P.24/I fand im Mai 1933 statt und endete beinahe in einer Katastrophe, als der Propeller sich vom Triebwerk löste und die Maschine notlanden musste. Dadurch bedingt verzögerten sich die Tests, sie konnten erst im Oktober wieder aufgenommen werden. Nachdem Mängel auftraten, wurden einige Veränderungen im Bugbereich vorgenommen. So wurde die Motorverkleidung etwas verlängert und statt des Zweiblatt-Propellers ein dreiblättriger verwendet.
Dieser als P.24/II oder auch als Super P.24 benannte zweite Prototyp wurde 1934 erprobt und stellte im selben Jahr einen FAI-Geschwindigkeitsrekord von 414 km/h in seiner Klasse auf.
Die dritte Maschine erhielt als augenscheinlichste Veränderung ein geschlossenes Pilotencockpit sowie einen 930 PS leistenden Motor Gnome-Rhône 14 Kfs. Die Bezeichnung lautete P.24/III oder Super P.24bis. 1934 wurden die beiden Super P.24 auf dem Luftfahrtsalon Paris der Öffentlichkeit vorgestellt; daraufhin erfolgten einige Bestellungen aus dem Ausland.
In Rumänien wurde 1939 auf Basis der P.24 der Tiefdecker IAR-80 entwickelt und ebenfalls in Serie gebaut. In Griechenland stellte die P.24 das Gros der Jagdfliegerstaffeln und wurde im Balkanfeldzug gegen die deutschen und italienischen Luftstreitkräfte eingesetzt.

## Konstruktion
Die P.24 war ein abgestrebter Schulterdecker in Ganzmetall-Bauweise. Der markante Puławski-Flügel besaß zwei Holme in Doppel-T-Form und eine Blechbeplankung. Das verstrebte Normalleitwerk bestand ebenfalls aus Metall. Die Haupträder des starren Fahrwerks besaßen eine stromlinienförmige Verkleidung. Am Heck befand sich ein Schleifsporn.

## Einsatzländer
- Bulgarien
- Griechenland
- Rumänien
- Türkei

## Technische Daten

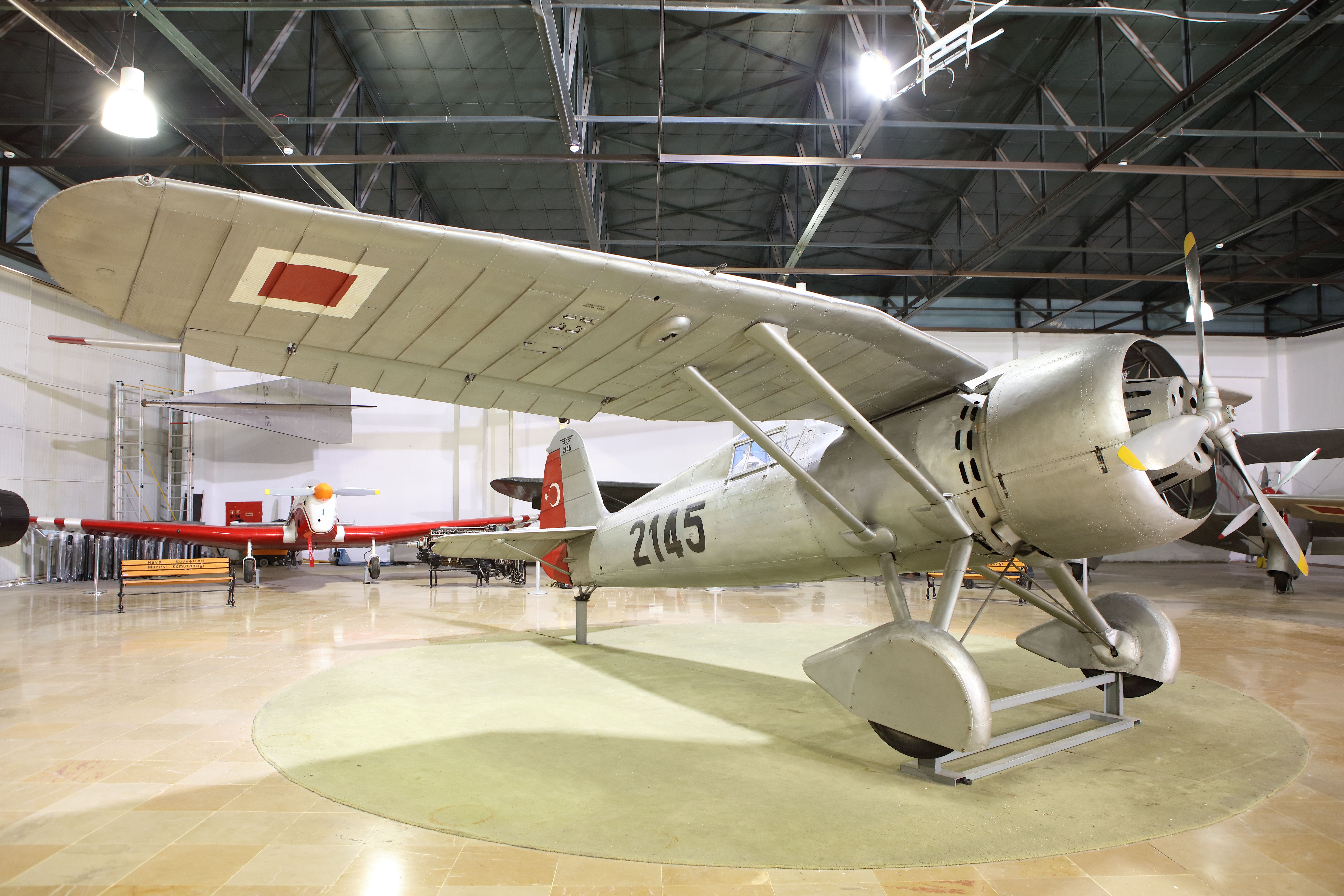
Die einzige noch existierende P.24 im Luftfahrtmuseum Istanbul

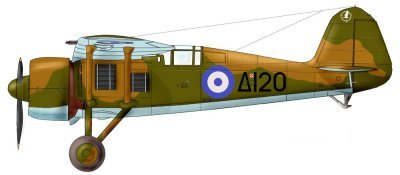
Farbschema einer griechischen P.24

| Kenngröße             | Daten PZL P.24F                                                                      |
| --------------------- | ------------------------------------------------------------------------------------ |
| Besatzung             | 1                                                                                    |
| Länge                 | 7,60 m                                                                               |
| Spannweite            | 10,70 m                                                                              |
| Höhe                  | 2,70 m                                                                               |
| Flügelfläche          | 17,90 m²                                                                             |
| Flügelstreckung       | 6,4                                                                                  |
| Leermasse             | 1322 kg                                                                              |
| Startmasse            | 1915 kg                                                                              |
| Höchstgeschwindigkeit | 430 km/h in 4.500 m Höhe                                                             |
| Steigrate             | 14,7 m/s                                                                             |
| Dienstgipfelhöhe      | 10.500 m                                                                             |
| Reichweite            | max. 700 km                                                                          |
| Triebwerke            | ein luftgekühlter 14-Zylinder-Doppelsternmotor Gnome-Rhône 14N07 mit 723 kW / 970 PS |
| Bewaffnung            | zwei 20-mm-Kanonen Oerlikon FF sowie zwei 7,7-mm-MG (alle im Oberflügel)             |